# Чистець
Чистець (Stachys) — рід багаторічних, рідше однорічних трав'янистих рослин або напівчагарників родини глухокропивові (Lamiaceae).

## Назва

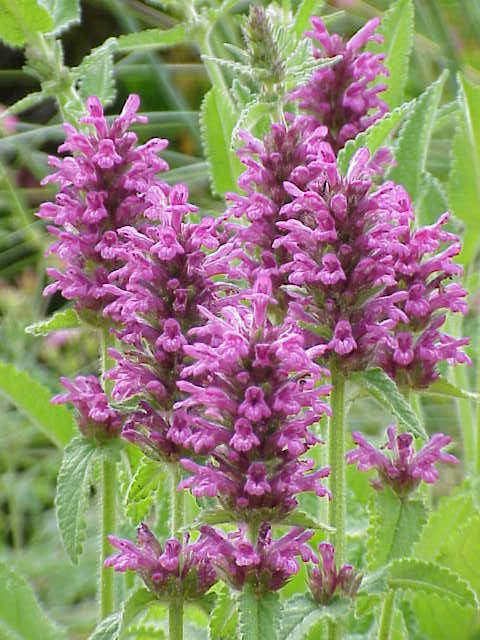
Stachys monnieri

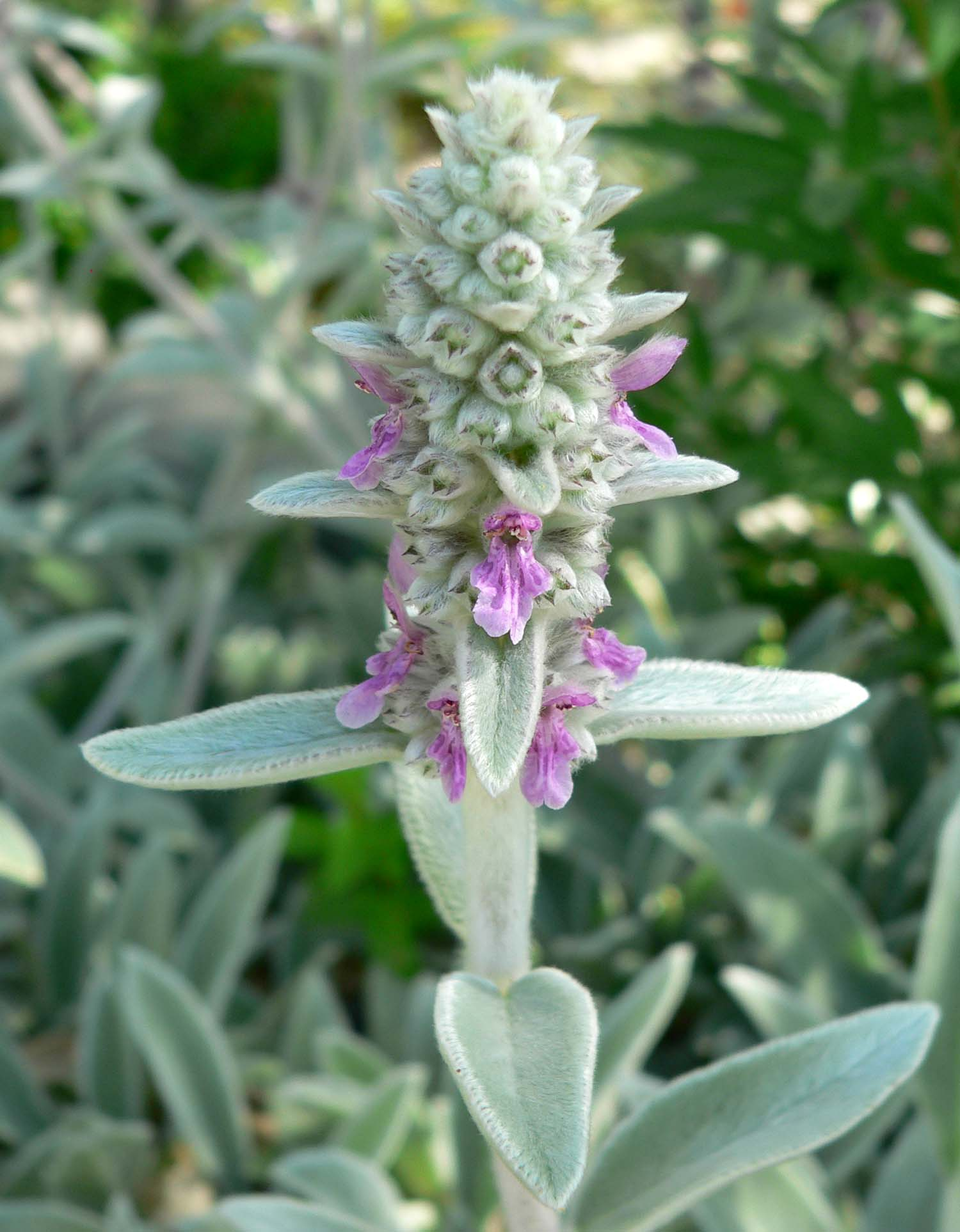
Stachys byzantina

Латинська назва Stachys у давні часи використовувалося для різних видів губоцвітих та означає «колос», за зовнішнім виглядом суцвіть.
Українська назва походить від псл. čistьcь, похідне від čistъ — «чистий»; назва мотивується цілющими властивостями відповідних рослин: вважається, що вони очищають організм людини від хвороб. 

## Поширення
До цього роду відноситься понад 300 видів рослин, поширених по всій земній кулі, за винятком Австралії та Нової Зеландії.

## Ботанічний опис
Часто густо опушені рослини до 100 см заввишки.
Листки розташовані супротивно, цільні або зубчасті.
Квітки рожеві, бузкові, пурпурові, білі або жовті, зібрані у колосоподібні суцвіття. Чашечка трубчасто-дзвонова або дзвіночкова, з гострими зубцями; верхня губа віночка зазвичай увігнута або шоломоподібна, нижня трилопатева з більш великою середньою лопаттю; тичинок 4, після відцвітання звичайно відігнуті убік; Пиляки двогніздні; Стовпчик дволопатевий.
Плід — тригранний, яйцеподібний або довгастий горішок.

## Практичне використання
У Європі, особливо в Англії, Франції та Швейцарії введений у культуру китайський артишок (Stachys affinis), потовщені бульби якого їстівні.
Деякі види, такі як Stachys officinalis, Stachys palustris та Stachys sylvatica використовуються як лікарські рослини.
Як декоративна рослина частіше за інші вирощується чистець візантійський, або шерстистий (Stachys byzantina) через ефектне листя із сріблястим відтінком.

## Види
За даними Королівських ботанічних садів в К'ю існує 374 види роду Чистець.
Деякі з них:
| - Stachys affinis Bunge - Stachys ajugoides Benth. - Stachys albens A.Gray - Stachys albicaulis - Stachys alopecuros - Stachys alpina - Stachys annua (L.) L. - Stachys arvensis L. - Stachys aspera Michx. — Чистець шорсткий - Stachys atherocalyx K.Koch — Чистець остисточашечковий - Stachys bullata Benth. - Stachys byzantina K.Koch - Stachys candida - Stachys chamissonis Benth. - Stachys chrysantha - Stachys ciliata - Stachys citrina - Stachys clingmanii - Stachys coccinea Jacq. - Stachys cooleyae Heller - Stachys corsica - Stachys cretica L. - Stachys discolor - Stachys ehrenbergii - Stachys floridana Shuttlew. ex Benth. - Stachys germanica L. - Stachys glutinosa - Stachys hispida | - Stachys hyssopifolia - Stachys iberica M.Bieb. — Чистець грузинський - Stachys iva - Stachys lanata - Stachys lavandulifolia - Stachys libanotica - Stachys macrantha (K.Koch) Stearn - Stachys macrostachya - Stachys manantlanensis B.L.Turner - Stachys mexicana Benth. - Stachys milanii - Stachys monnieri (Gouan) P.W.Ball - Stachys officinalis (L.) Trevis. — Буквиця лікарська - Stachys palustris L. — Чистець болотяний - Stachys pubescens — Чистець пухнастий - Stachys pumila - Stachys pycnantha Benth. - Stachys recta L. - Stachys riddellii - Stachys scardia - Stachys stricta - Stachys sylvatica L.типовий — Чистець лісовий - Stachys sylvestris - Stachys tenuifolia Willd. |